# Chakrit Buathong
Chakrit Buathong (thailändisch ชาคริต บัวทอง, * 8. September 1985 in Phetchabun) ist ein ehemaliger thailändischer Fußballspieler.

## Karriere

### Verein
Chakrit Buathong erlernte das Fußballspielen in den Schulmannschaften der Nakhon Sawan Sports School und der Suankularb Wittayalai School sowie der Universitätsmannschaft der Thammasat University. Seinen ersten Vertrag unterschrieb er 2006 beim Erstligisten BEC Tero Sasana FC in Bangkok. Bis Mitte 2010 spielte er 92 Mal für den Club und schoss dabei 23 Tore. Im Juli 2010 wechselte er zum Ligakonkurrenten Police United, einem Verein, der ebenfalls in Bangkok beheimatet ist. Mitte 2013 ging er nach Chonburi und schloss dich dem ebenfalls in der Ersten Liga spielenden Chonburi FC an. Mit dem Verein wurde er 2014 Vizemeister und stand im Finale des Thai FA Cup. 2016 nahm ihn der Erstligist Suphanburi FC aus Suphanburi unter Vertrag. Nach zwei Jahren in Suphanburi ging er 2018 wieder nach Bangkok. Hier unterschrieb er einen Vertrag beim Zweitligisten Army United. Nach der Saison wechselte er 2019 zum Ligakonkurrenten Kasetsart FC. Ende 2019 unterschrieb er für die Saison 2020 einen Vertrag bei MOF Customs United FC. Der Verein spielte in der zweiten Liga und ist ebenfalls in Bangkok beheimatet. Für die Customs absolvierte er neun Zweitligaspiele. Ende 2020 wurde sein Vertrag nicht verlängert.

### Nationalmannschaft
Von 2000 bis 2005 durchlief Chakrit Buathong die thailändischen Juniorenmannschaften. Er spielte für die U-16, U-18, U-20 und die U-23. Von 2011 bis 2012 spielte er dreimal in der Nationalmannschaft von Thailand.

## Erfolge

### Verein
BEC-Tero Sasana FC
- Thailändischer Pokalfinalist: 2009

Chonburi FC
- Thailändischer Vizemeister: 2014
- Thailändischer Pokalfinalist: 2014

### Nationalmannschaft
Thailand U23
- Südostasienspiele: 2005